# Ilgizar Sobirov
Pour les articles homonymes, voir Sobirov.
Ilgizar Matyoqubovich Sobirov (en ouzbek : Илгизар Матёқубович Собиров, en russe : Илгизар Матякубович Собиров, né le 20 février 1959 à Kouchkoupir dans la région du Khorezm dans la RSS d’Ouzbékistan en Union Soviétique) est un homme d'État ouzbek. Il a été président du Sénat du 24 février 2006 au 26 janvier 2015.

## Biographie
Ilgizar Sobirov fut élu pour la première fois au Oliy Majlis en 1999 alors qu'il dévient le représentant du 209e district de Kouchkoupir de la province de Khorezm. De 1999 à 2004, il siège au comité de défense et de sécurité. En 2006, il est élu au poste de président du Sénat. Le 12 novembre 2010, le président de l'Ouzbékistan, Islam Karimov, modifie les règles de succession présidentielle, qui font du président du Sénat le successeur constitutionnel du président de la République au lieu du Premier ministre, en attendant l'élection d'un président provisoire en place jusqu'aux présidentielles censées se tenir dans les trois mois. Il est remplacé par le ministre de la Justice Nigʻmatilla Yoʻldoshev le 22 janvier 2015.
Le 4 septembre 2017, il remplace par intérim Poʻlat Bobojonov, qui venait tout juste d'être nommé comme le nouveau ministre des Affaires intérieures, à la tête de la province de Khorezm. Le 15 octobre de cette même année, il est officiellement désigné comme le nouveau hokim par le Kengash de la région. Il n'y reste pas longtemps puisqu'il est relevé de ses fonctions le 21 avril 2018 pour des raisons de santé. Il est remplacé par Farhod Ermanov qui prend le poste en tant qu'intérim.